# Rijksheerlijkheid Reipoltskirchen

Heerlijkheid Reipoltskirchen

Reipoltskirchen was een tot de Boven-Rijnse Kreits behorende rijksheerlijkheid binnen het Heilige Roomse Rijk. Onder de naam Hohenfels-Reipoltskirchen had het een zetel in de Kreitsdag. De heerlijkheid bezat geen zetel in de Rijksdag.

## Historie tot de deling van 1608
De burcht Reipoltskirchen in Rijnland-Palts wordt in 1276 voor het eerst vermeld. Het is de zetel van de heren en graven van Hohenfels. De heren van Hohenfels waren een zijlinie van de heren van Bolanden en stierven in 1602 uit.
Amalia van Daun-Falkenstein, de moeder van de laatste (minderjarige) heer blijft in het bezit van de heerlijkheid en na haar dood in 1608 wordt ze opgevolgd door de twee zoons van haar zuster: Johan Casimir van Löwenhaupt en Steen van Löwenhaupt. Dit is het begin van een gemeenschappelijke regering die tot de opheffing van de heerlijkheid zal duren.

## Regenten tot de deling in 1608
| regering  | naam                        | geboren   | overleden  | familie |
| --------- | --------------------------- | --------- | ---------- | ------- |
| 1290-1329 | Hendrik                     | voor 1297 | 28-10-1329 |         |
| 1329-1365 | Koenraad I                  | voor 1332 | na 1365    | zoon    |
| 1365-1392 | Koenraad II                 | voor 1368 | 22-4-1392  | zoon    |
| 1392-1428 | Eberhard I                  |           | 1428/32    | zoon    |
| 1428-1464 | Eberhard II                 | voor 1433 | na 1464    | zoon    |
| 1464-1501 | Jan I                       | voor 1479 | 1501       | zoon    |
| 1501-1538 | Wolfgang                    | voor 1490 | 1538       | zoon    |
| 1538-1573 | Jan II                      | voor 1538 | 13-5-1573  | zoon    |
| 1573-1576 | Wolfgang Philips            | voor 1568 | 1576       | zoon    |
| 1576-1602 | Jan                         | 1577      | 3-7-1602   | zoon    |
| 1602-1608 | Amalia van Daun-Falkenstein | 26-9-1547 | 15-10-1608 | moeder  |

## Het deel van Johan Casimir
In dit deel komen steeds meer eigenaren en de aandelen worden ook regelmatig verkocht. De familie van Hillesheim weet steeds meer delen in handen te krijgen, tot driekwart van de heerlijkheid. In 1722 koopt Hillesheim de aandelen van Gustaaf Otto en Karel Emiel, in 1723 het deel van Karel Julius (via Georg Böhmer) en in 1724 het deel van Karel Frederik Frans (via Georg Willem van Höpken). Op 21 maart 1754 keurt de keizer de regeling goed die door de gemeenschappelijke bezitters is opgesteld.
Op 28 november 1763 verkoopt Niels Julius van Löwenhaupt het laatste deel van de familie aan rijksgraaf Philips Andreas van Ellrodt. Deze graaf is minister in het vorstendom Bayreuth. Na zijn dood in 1767 wordt hij opgevolgd door zijn weduwe, Sophia van Mandel. De verkoop in 1773 aan Christiaan IV van Palts-Zweibrücken wordt door een rechterlijke uitspraak geannuleerd.
In 1777 wordt dit deel gekocht door Carolina van Parkstein. Zij is een natuurlijke dochter van keurvorst Karel Theodoor van de Palts. In 1778 wordt de regerling van 1754 bevestigd.
Nadat zij haar bezit heeft verloren door de Franse annexatie van 1797/1801 wordt zij in de Reichsdeputationshauptschluss van 25 februari 1803 schadeloos gesteld. Volgens paragraaf 19 krijgt de vorstin van Isenburg, geboren gravin van Parkstein voor haar aandeel in de heerlijkheid Reipoltskirchen en andere heerlijkheden op de linker Rijnoever een eeuwigdurende rente van 23.000 gulden.

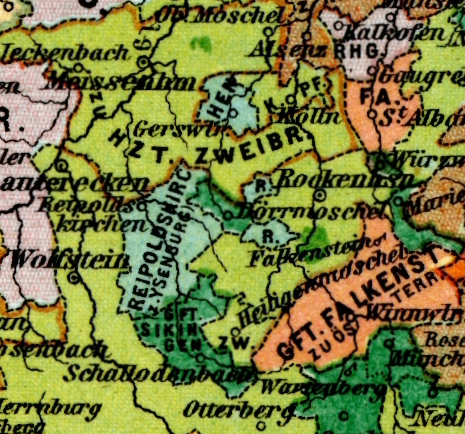
ligging van de heerlijkheid

Regenten (interpretatie van onder andere WW-Person)
| regering  | naam                         | geboren   | overleden  | familie                          |
| --------- | ---------------------------- | --------- | ---------- | -------------------------------- |
| 1608-1634 | Johan Casimir van Löwenhaupt | 10-8-1583 | 18-8-1634  |                                  |
| 1634-1666 | Karel Maurits                | 15-5-1620 | 12-12-1666 | zoon                             |
| 1666-1717 | Axel Johan                   | 30-4-1660 | 26-2-1717  | zoon                             |
| 1717-1722 | Gustaaf Otto                 | 21-7-1690 | 27-4-1762  | zoon                             |
| 1666-1703 | Karel Gustaaf                | 17-5-1662 | 25-3-1703  | zoon van Johan Casimir           |
| 1703-1722 | Karel Emiel                  | 28-3-1691 | 4-8-1743   | zoon                             |
| 1723-1725 | Karel Frederik Frans         | 17-4-1689 | 16-2-1753  | achterkleinzoon van Johan Casimr |
| 1668-1723 | Karel Julius                 | 2-4-1664  | 3-6-1726   | kleinzoon van Johan Casimir      |
| 1754-1763 | Niels Julius                 | 21-5-1708 | 19-4-1776  | zoon                             |
| 1763-1767 | Philips Andreas van Ellrodt  | 4-8-1707  | 1-1-1767   |                                  |
| 1767-1777 | Sophia van Mandel            |           |            | echtgenote                       |
| 1777-1797 | Carolina van Parkstein       | 1762      | 7-9-1816   |                                  |

## Het deel van Steen
Dit deel komt door het huwelijk van Elizabeth Amalia van Löwenhaupt, de dochter van Steen met Philip Dietrich van Manderscheid-Kayl aan de graven van Manderscheid-Kayl. In 1730 wordt dit deel verkocht aan Frans Kasper van Hillesheim. De nieuwe heer sticht een katholieke parochie.
Na de dood van Ernst Gotfried van Hillesheim op 9 mei 1785 valt half Reipoltskirchen aan zijn beide zusters: de ongehuwde Charlotte en Anna Elise Maria (overleden 1807), die gehuwd is met de graaf van Spee.
Nadat zij hun bezit hebben verloren door de Franse annexatie van 1797/1801 wordt de nog levende zuster in de Reichsdeputationshauptschluss van 25 februari 1803 schadeloos gesteld. Volgens paragraaf 6 krijgt gravin Hillesheim voor haar aandeel in de heerlijkheid Reipoltskirchen een eeuwigdurende rente van 5.400 gulden.
Regenten
| regering  | naam                               | geboren    | overleden  | familie    |
| --------- | ---------------------------------- | ---------- | ---------- | ---------- |
| 1608-1645 | Steen van Löwenhaupt               | 14-1-1586  | 18-1-1645  |            |
| 1645-1647 | Elizabeth Amalia                   | 21-5-1607  | 13-7-1647  | dochter    |
| 1647-1653 | Philips Dirk van Manderscheid-Kayl | 30-3-1596  | 25-5-1653  | echtgenoot |
| 1653-1686 | Herman Frans Karel                 | circa 1640 | 30-4-1686  | zoon       |
| 1686-1721 | Karel Frans Lodewijk               | -4-1665    | 9-12-1721  | zoon       |
| 1721-1730 | Wolfgang Hendrik                   | 29-6-1678  | 17-7-1742  | broer      |
| 1730-1748 | Frans Kasper van Hillesheim        | 1663       | 11-10-1748 |            |
| 1748-1785 | Ernst Gottfried                    | 6-6-1732   | 9-5-1785   | zoon       |
| 1785-1797 | Anna Elise Maria                   | 9-3-1725   | 26-6-1798  | zuster     |
| 1785-1797 | Charlotte Elizabeth                | 22-3-1728  | 19-8-1807  | zuster     |

## Latere situatie
Op 3 maart 1793 wordt Reipoltskirchen bezet door Franse troepen. In 1797 volgt de formele annexatie. Na de napoleontische nederlagen voegt het Congres van Wenen in 1815 de voormalige rijksheerlijkheid bij het koninkrijk Beieren.